# Roger Caumo
Roger Caumo (Bento Gonçalves, 20 de abril de 1979) es un deportista brasileño que compitió en piragüismo en la modalidad de aguas tranquilas. Ganó dos medallas de bronce en los Juegos Panamericanos en los años 1999 y 2003.

## Palmarés internacional
| Juegos Panamericanos | Juegos Panamericanos            | Juegos Panamericanos | Juegos Panamericanos |
| Año                  | Lugar                           | Medalla              | Competición          |
| -------------------- | ------------------------------- | -------------------- | -------------------- |
| 1999                 | Winnipeg (Canadá)               | Medalla de bronce    | K4 1000 m            |
| 2003                 | Santo Domingo (Rep. Dominicana) | Medalla de bronce    | K2 1000 m            |